# Jan Jönson
Jan Erik Wilhelm August Jönson, né le 27 novembre 1947 à Malmö, est un acteur et metteur en scène suédois.

## Biographie
Jönson étudie à la Dramatens elevskola, à Stockholm, entre 1968 et 1971. En 1985, il donne des cours de théâtre dans la prison de haute sécurité de Kumla et entreprend de faire jouer la pièce En attendant Godot de Samuel Beckett, par cinq prisonniers. Avec le soutien de la direction de la prison, les prisonniers sont autorisés à sortir jouer la pièce dans plusieurs théâtres en Suède. Lors de leur première, les spectateurs font un triomphe aux comédiens. Toutefois, lors de la seconde représentation prévue à Göteborg, cinq des six détenus s'évadent et la pièce ne peut être jouée. Jönson présente alors un monologue aux spectateurs, racontant son expérience avec les détenus.
Il tirera de ce monologue une représentation théâtrale, qu'il jouera plus de trois cents fois, notamment dans des prisons en Europe et aux États-Unis.
En 2021, son histoire est librement adaptée dans le film français Un triomphe, Kad Merad interprétant un personnage inspiré de Jönson,.

## Filmographie
- 1973 : Om 7 flickor de Carl-Johan Seth
- 1976 : Hello Baby de Johan Bergenstråhle
- 1977 : Ärliga blå ögon (série télévisée)
- 1979 : Kejsaren de Jösta Hagelbäck
- 2011 : Winnie l'ourson (voix - doublage suèdois)[8]